# Pallanuoto ai Giochi della IV Olimpiade
Il 3º torneo olimpico maschile di pallanuoto si è svolto nell'ambito dei Giochi della IV Olimpiade a Londra, dal 15 al 22 luglio 1908. In origine era prevista la partecipazione di sei squadre, ma a causa del ritiro della rappresentativa austriaca e di quella ungherese, il numero delle partecipanti si ridusse a quattro
Nell'unico quarto di finale disputato il Belgio sconfisse i Paesi Bassi per 8 a 1 e nell'unica semifinale furono ancora i belgi ad avere la meglio della Svezia per 8 a 4, in finale affrontarono i più riposati britannici che sfruttarono il vantaggio e prevalsero per 9 a 2.

## Sede di gara

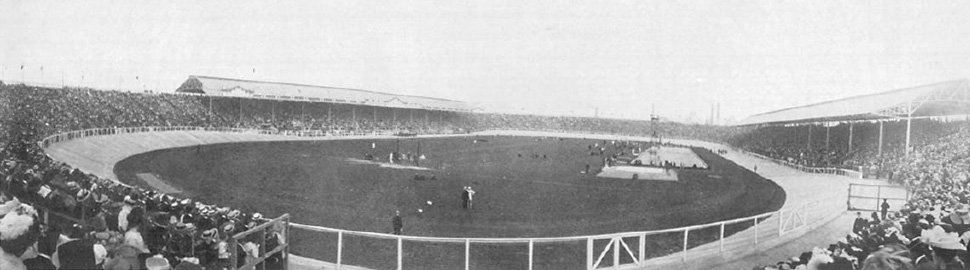
Londra, 1908: il White City Stadium, contenente, sulla destra, la vasca per le gare di nuoto e pallanuoto

Tutte le partite si disputarono all'interno del White City Stadium, come fu anche per tiro con l'arco, hockey su prato, calcio, lacrosse, ciclismo, lotta, rugby, nuoto, tiro alla fune, ginnastica, tuffi e atletica leggera. Lo stadio, nato come The Great Stadium, era considerato uno degli edifici tecnologicamente più avanzati dell'epoca. La vasca adibita ai match di pallanuoto misurava 100 metri per 15, e raggiungeva la profondità di 3,7 metri nella parte centrale, fino ad una profondità di 1,2 metri ai due estremi della vasca.

## Squadre partecipanti
Le squadre che parteciparono al torneo furono, dalle sei previste, solamente quattro, tutte europee. La Gran Bretagna e il Belgio affrontano il loro secondo torneo olimpico dopo essere state rappresentate da delle squadre di club ai Giochi della II Olimpiade, mentre Svezia e Paesi Bassi esordiscono nella pallanuoto olimpica.
| Squadra       | Ultimo piazzamento ai Giochi Olimpici | Miglior piazzamento ai Giochi Olimpici |
| Belgio        | 2º posto (1900)                       | 2º posto (1900)                        |
| Gran Bretagna | 1º posto (1900)                       | 1º posto (1900)                        |
| Paesi Bassi   | Esordio                               | -                                      |
| Svezia        | Esordio                               | -                                      |

## Atleti partecipanti
Al torneo parteciparono ventotto atleti, sette per squadra, di cui ventiquattro alla loro prima esperienza nel torneo olimpico, e quattro (Fernand Feyaerts, Oscar Grégoire, Auguste Michant e George Wilkinson) che avevano già esordito ai Giochi della II Olimpiade di Parigi. Lo svedese Harald Julin fu il pallanuotista più giovane del torneo, con i suoi 18 anni e 110 giorni, mentre il belga Oscar Grégoire il più anziano, con 31 anni e 110 giorni.
| Nazionale     | Atleti                                                                                    |
| ------------- | ----------------------------------------------------------------------------------------- |
| Belgio        | BelgioBoin, Donners, Feyaerts, Grégoire, Meyboom, Michant, Pletincx, CT: -                |
| Gran Bretagna | Gran BretagnaCornet · Forsyth · Nevinson · Radmilovic · Smith · Thould · Wilkinson, CT: - |
| Paesi Bassi   | Paesi BassiBenenga · Cortlever · Hulswit · E. Meijer · K. Meijer · Ooms · Rühl, CT: -     |
| Svezia        | SveziaAndersson · Bergvall · Hanson · Julin · Kumfeldt · Runström · Wennerström, CT: -    |

## Fase finale

### Risultati
| Data      | Gara   | Gara | Gara          |
| --------- | ------ | ---- | ------------- |
| 15 luglio | Belgio | 8-1  | Paesi Bassi   |
| 20 luglio | Belgio | 8-4  | Svezia        |
| 22 luglio | Belgio | 2-9  | Gran Bretagna |

### Tabellone
|  | Quarti di finale | Quarti di finale | Quarti di finale |               |        | Semifinali | Semifinali | Semifinali |  |  | Finale | Finale | Finale |  |
|  |                  |                  |                  |               |        |            |            |            |  |  |        |        |        |  |
|  | Belgio           | Belgio           | 8                |               |        |            |            |            |  |  |        |        |        |  |
|  | Belgio           | Belgio           | 8                |               |        |            |            |            |  |  |        |        |        |  |
|  | Paesi Bassi      | Paesi Bassi      | 1                |               |        |            |            |            |  |  |        |        |        |  |
|  | Paesi Bassi      | Paesi Bassi      | 1                |               | Belgio | Belgio     | 8          |            |  |  |        |        |        |  |
|  |                  |                  |                  |               | Belgio | Belgio     | 8          |            |  |  |        |        |        |  |
|  |                  |                  | Svezia           | Svezia        | 4      |            |            |            |  |  |        |        |        |  |
|  | Svezia           |                  | Svezia           | Svezia        | 4      |            |            |            |  |  |        |        |        |  |
|  |                  |                  |                  |               |        |            |            |            |  |  |        |        |        |  |
|  | Ungheria         | Ungheria         | rit.             |               |        |            |            |            |  |  |        |        |        |  |
|  | Ungheria         | Ungheria         | rit.             |               | Belgio | Belgio     | 2          |            |  |  |        |        |        |  |
|  |                  |                  |                  |               |        |            |            |            |  |  |        |        |        |  |
|  |                  |                  | Gran Bretagna    | Gran Bretagna | 9      |            |            |            |  |  |        |        |        |  |
|  | Gran Bretagna    |                  | Gran Bretagna    | Gran Bretagna | 9      |            |            |            |  |  |        |        |        |  |
|  |                  |                  |                  |               |        |            |            |            |  |  |        |        |        |  |
|  | Austria          | Austria          | rit.             |               |        |            |            |            |  |  |        |        |        |  |
|  | Austria          | Austria          | rit.             | Gran Bretagna |        |            |            |            |  |  |        |        |        |  |
|  |                  |                  |                  |               |        |            |            |            |  |  |        |        |        |  |
|  |                  |                  | alla finale      |               |        |            |            |            |  |  |        |        |        |  |
|  |                  |                  |                  |               |        |            |            |            |  |  |        |        |        |  |
|  |                  |                  |                  |               |        |            |            |            |  |  |        |        |        |  |
|  |                  |                  |                  |               |        |            |            |            |  |  |        |        |        |  |

## Classifica
| Pos.    | Squadra       | G | V | N | P | GF | GS | DR |
| ------- | ------------- | - | - | - | - | -- | -- | -- |
| Oro     | Gran Bretagna | 1 | 1 | 0 | 0 | 9  | 2  | +7 |
| Argento | Belgio        | 3 | 2 | 0 | 1 | 18 | 14 | +4 |
| Bronzo  | Svezia        | 1 | 0 | 0 | 1 | 4  | 8  | -4 |
| 4       | Paesi Bassi   | 1 | 0 | 0 | 1 | 1  | 8  | -7 |

## Classifica marcatori

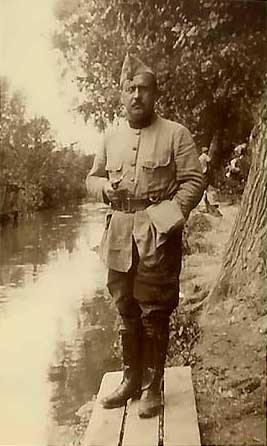
1916: Fernand Feyaerts, capocannoniere del torneo olimpico

| Gol | Marcatore        | Nazionale     |
| --- | ---------------- | ------------- |
| 8   | Fernand Feyaerts | Belgio        |
| 4   | Oscar Grégoire   | Belgio        |
| 4   | George Wilkinson | Gran Bretagna |
| 3   | Eric Forsyth     | Gran Bretagna |
| 3   | Pontus Hanson    | Svezia        |
| 3   | Joseph Pletincx  | Belgio        |
| 2   | Herman Meyboom   | Belgio        |
| 2   | Paul Radmilovic  | Gran Bretagna |
| 1   | Robert Andersson | Svezia        |
| 1   | Herman Donners   | Belgio        |
| 1   | Karel Meijer     | Paesi Bassi   |

## Medagliere
| Posizione | Paese         |   |   |   | Totale |
| --------- | ------------- | - | - | - | ------ |
| 1         | Gran Bretagna | 1 | 0 | 0 | 1      |
| 2         | Belgio        | 0 | 1 | 0 | 1      |
| 3         | Svezia        | 0 | 0 | 1 | 1      |
| Totale    | Totale        | 1 | 1 | 1 | 3      |